# 平罗中学
宁夏平罗中学是宁夏回族自治区重点中学，位于石嘴山市平罗县。该校始建于1946年，1960年成为自治区首批4所重点中学之一，学校占地面积为120亩。2005年12月，平罗县政府投资1.5亿元，建设平罗中学新校区。